# Дом купца В. М. Арясова
Дом купца В. М. Арясова — памятник архитектуры в историческом районе Започаинье (Ильинская слобода) Нижнего Новгорода. Построен в 1838—1842 годах по проекту городского архитектора Г. И. Кизеветтера в стиле ранней академической эклектики.
Является одним из лучших воплощённых в жизнь проектов архитектора Г. И. Кизеветтера, важным памятником нижегородской архитектуры периода ранней эклектики, с частично сохранившимися внутренними интерьерами: печью, лестницами, потолочной лепниной, художественной росписью.

## История
Купеческий дом впервые зафиксирован на плане Нижнего Новгорода 1848—1853 годов. На участке домовладения были указаны каменный жилой дом и деревянные хозяйственные постройки: конюшня, каретник, сараи, — которые не сохранились. Историк архитектуры Н. Ф. Филатов писал, что дом принадлежал Василию Михайловичу Арясову, купцу второй гильдии, торговцу железом и изделиями из него. Арясов пользовался авторитетом среди городского сообщества, избирался городским головой в 1822 году, бургомистром магистрата в 1825—1828 годах, заседателем Гражданской палаты суда.
В условиях коренного переустройства Нижнего Новгорода он решил выстроить себе двухэтажный каменный дом с мезонином на старинной Ильинской улице. Городской архитектор Г. И. Кизеветтер составил Арясову обычный для эпохи классицизма проект дома с четырьмя ионическими пилястрами на парадном фасаде, охватывавшими второй этаж и мезонин.
Однако проект здания выполнялся в спешке, с отклонением от вертикальных линий, поэтому, хотя и был высочайше утверждён 8 июня 1838 года, на нём были указаны красными линиями многочисленные недочёты. Проблема получила широкое обсуждение в Нижегородском Строительном комитете. На Кизеветтера пало подозрение в непрофессионализме, хотя он переложил вину за случившееся на неподготовленность чертёжника. Архитектору пришлось разработать новый фасад каменного дома. По своему архитектурно-художественному решению он должен был превзойти декоративное убранство усадебных городских дворянских домов. В итоге, Кизеветтер разработал один из самых выдающихся в своей карьере проектов. Строительство и отделка здания были завершены в 1842 году.
В начале 1870-х годов дом принадлежал нижегородскому купцу М. И. Редозубову, а позже его наследникам. В 1874 году усадьба Редозубовых, включавшая каменный дом в пять окон по фасаду, а также каменные и деревянные службы, значилась под № 54 по улице Ильинской. Вплоть до XX века усадьба не перестраивалась.
В начале XX века усадьба значилась под номером 50 по Ильинской улице. В 1905 году ею владел П. К. Сотников, а в 1915 году последней владелицей значилась купчиха М. Д. Лукъянычева.
В первые годы советской власти дом был экспроприирован и приспособлен под коммунальное жильё. В 1970-х годах в здании был проведён капитальный ремонт, в ходе которого были уничтожены некоторые исторические элементы интерьеров, в частности ряд печей, отделанных кафелем. Была сделана частичная перепланировка квартир, устроены новые санузлы и кухни.
Сохранились первоначальные лестницы, переплёты окон. Утрачены двери, элементы ограждения балкона, подоконные ниши с лепниной, отдельные кронштейны, металлические ворота въезда во двор. В 2007 году были снесены хозяйственные постройки, на их месте велось строительство каменного пристроя со стороны главного фасада.

## Архитектура
Дом двухэтажный кирпичный, оштукатуренный, классических пропорций. Памятник является образцом купеческого городского каменного особняка эпохи ранней эклектики. Расположен среди двухэтажной застройки территории Започаинья. Соединён с соседним домом № 25 кирпичной оштукатуренной оградой с воротами и двумя калитками.
В плане дом прямоугольный, на торцевом западном фасаде имеются два выступа. Имеет пологую вальмовую кровлю. Уличный парадный фасад имеет пять световых осей. По средней оси возвышается аттик со слуховым окном. Карниз декорирован модульонами. Между кронштейнами проходит полоска фриза, состоящая из ряда заглубленных прямоугольных ниш. Под кронштейнами расположен пояс из бус.
Первый этаж не полностью обработан линейным рустом с замковыми камнями над окнами, отделён от второго профилированным поясом. Все окна по главному и боковым фасадам одного размера прямоугольной формы. Обрамлены простыми профилированными рамками.
Декор главного фасада включает: горизонтальные прямоугольные ниши над окнами по первой и пятой световым осям, в которые помещён растительный орнамент; под этими же конами ниши с лепным орнаментом, с обеих сторон которых установлены каннелированные кронштейны; архивольты с подобием замкового камня над тремя окнами центральной части второго этажа; геральдические лепные детали в тимпанах; полубалясины в подоконных нишах.
- Южный фасад.
- Печь с изразцами.
- Калитка.

Парадный вход расположен на южном боковом фасаде и отмечен металлическим зонтом с накладками в виде звёзд. Декор южного дворового фасада включает: лопатки с линейным рустом, профилированные сандрики, поддерживаемые по краям небольшими кронштейнами, между которыми помещён лепной декор в виде плетёнки с четырьмя круглыми розетками; ниши с лепниной растительного характера под окнами; лепной декор в виде объёмного медальона овальной формы в обрамлении растительного орнамента на фигурных филёнках в простенках; горизонтальную протяжённую нишу со сложным растительным орнаментом над окнами.
Интерьеры сохранились фрагментарно. Парадная лестница и лестница чёрного входа имеют ограждения в виде ажурного чугунного литья сложного рисунка. Над лестницей сохранились своды Манье. Сохранилась печь с белыми изразцами с растительным рисунком, края которых покрыты золотой краской. В некоторых комнатах сохранилась богатая лепнина, розетки для люстр. В бывшей столовой сохранилась профессиональная роспись масляными красками на тему фруктовых натюрмортов.